# Helena Corbellini
Helena Corbellini   (Montevideo, 7 de gener de 1959) és una escriptora i professora uruguaiana.

## Biografia
Va néixer a Montevideo el 1959 i resideix a Colonia del Sacramento des de 2001.
Es va llicenciar com a professora de literatura a l'Institut de Professors Artigas. Va ser docent d'ensenyament secundari i dicta classes en el Centre Regional de Professors de Colonia. Ha treballat al Departament de Cultura de la IMM (Intendència Municipal de Montevideo), en tallers organitzats pel Ministeri d'Educació i Cultura, en el Consell de Formació en Educació i en el programa Uruguai Estudia, entre d'altres.
Com a periodista cultural ha col·laborat amb Zeta, Brecha, El País Cultural i La República. En Maldonado va dirigir la revista Asterisco. És autora de poesia, novel·les i textos dirigits a estudiants. Els seus contes seus han estat publicats en antologies del gènere.
Entre les seves novel·les figuren La vida brava. Los amores de Horacio Quiroga (2007), sobre la vida afectiva d'Horaci Quiroga; El sublevado. Garibaldi, corsario del Río de La Plata, sobre el pas de Giuseppe Garibaldi per Montevideo vist des de la perspectiva d'un personatge femení; i Hay una cierva menos en el monte (2012), inspirada en l'homicidi d'una dona per part del seu exmarit, ocorregut el 2004, en Conchillas, departament de Colònia.
El 2014 l'Administració Nacional d'Educació Pública (ANEP) va publicar Ilustrados y valientes, un llibre en el qual Corbellini va recollir, en el marc del seu treball en el programa Uruguai Estudia, testimonis d'estudiants i docents de diversos punts d'Uruguai que van treballar en el programa entre 2009 i 2014.
És responsable de l'Arxiu «Mario Levrero» a la Facultat d'Humanitats i Ciències de l'Educació de la Universitat de la República.

## Obres
Poesia
- Manuscrito hallado al este del Edén (Ediciones del Mirador, 1992)
- Círculo de sangre (Civiles Iletrados, 2002)

Novel·la
- Laura Sparsi (Cal y Canto, 1995)
- La novia secreta del Corto Maltés (Editorial Fin de Siglo, 2000)
- La vida brava. Los amores de Horacio Quiroga (Sudamericana, 2007)
- El Sublevado. Garibaldi en el Río de la Plata (Sudamericana, 2009)
- Mi corazón pesa demasiado (ilustraciones de Fernando Cabezudo, 2008)
- Hay una cierva menos en el monte (Sudamericana, 2012)

Altres
- Roberto Arlt. La isla desierta (Ed. Técnica, 1991)
- Eugene O'Neill (Ed. Técnica, 1992)
- Ida Vitale, en Historia de la Literatura Uruguaya Contemporánea, vol. II (Ediciones de la Banda Oriental, 1997)
- Ilustrados y valientes (ANEP, 2014)